# 马赛市政厅
马赛市政厅（法語：Hôtel de ville de Marseille）位于法国马赛第二区海堤，老港北岸，是建于17世纪的建筑，1948年列为法国历史古迹。

## 历史
1653年9月6日，马赛市议会决定兴建新的市政厅。10月25日，主教祝福第一块石头。但是，1660年，资金缺乏，路易十四派部队占领城市。1666年，加斯帕德普吉特恢复该项目。1673年9月，近20年后才开始建造。 
在法国革命期间，马赛市政厅被怀疑是联邦党人藏身之处，险些遭到拆除。
1914年，建筑师Clastrier改建屋顶，使得整体外观改变。1943年德国占领该地区，大肆破坏，市政厅是少数幸存建筑物之一。

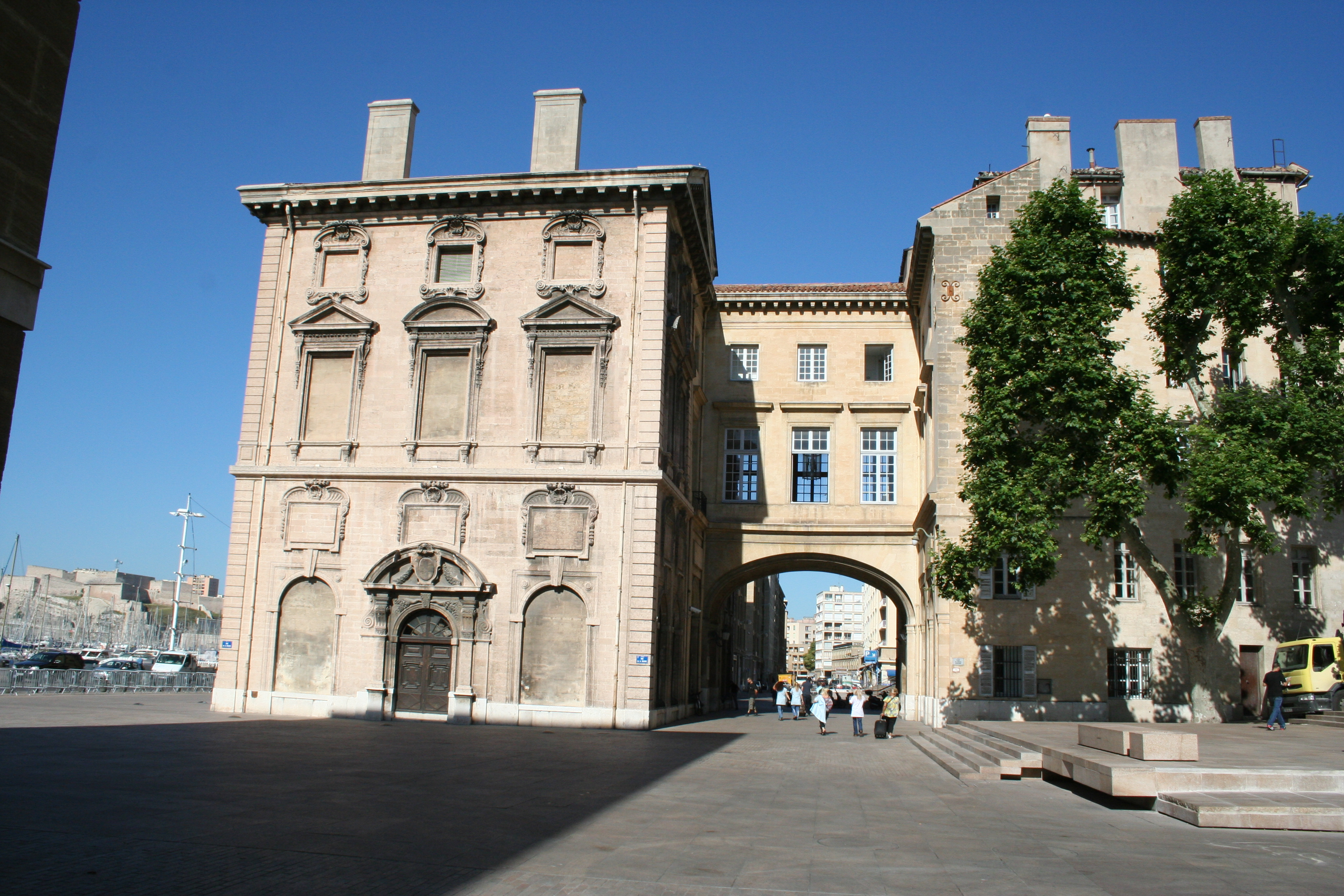
Hôtel de ville, galerie d'accés au Ier étage